# Język makue
Język makue (makwe, kimakwe, palma, maraba) – język z grupy suahilskich używany przez 22 tys. osób w Mozambiku i 10 tys. w południowo-wschodniej Tanzanii.

## Dialekty
- dialekt przybrzeżny
- dialekt wewnętrzny